# Урій
Урій або Ур (д/н — після 359) — король алеманів біля Неккару. Є латинським варіантом імені. Висловлюється думка, що германське ім'я було Уріон або Варін, Варіон.

## Життєпис
Один з «королів» алеманів, що наприкінці 340-х або на початку 350-х років рушив до кордонів Римської імперії. Можливо був братом Урсіцина, на що вказує схожість імен та однакове розташування — біля річки Неккар. У 357 році спільно з очільниками інших алеманських племен Суомаром, Урсіцином, Гортаром, Вестральпом здійснив похід на римські провінції, завдавши поразки магістру піхоти Барбаціону біля Аугуста-Рауріки. Того ж року доєднався до короля Хнодомара. Проте алемани зазнали поразки у битві під Аргенторатом від римського цезаря Юліана.
У 359 році спільно з іншими алеманськими королями за таємної підтримки імператора Констанція II готувався до нападу на Юліана, якого підозрював у змові проти себе. Проте Юліан раптово перетнув Рейн, змусивши очільників усіх племен алеманів укласти мирний договір. Подальша доля Урія невідома, моживо загинув у боротьбі з королем Макріаном, що проводив політику об'єднання алеманів в районі річок Неккар і Майн.